# فرودگاه بادپر نورث پلینز
 فرودگاه بادپر نورث پلینز (به انگلیسی: North Plains Gliderport) یک فرودگاه خصوصی پایگاه هوایی است که یک باند فرود چمن دارد و طول باند آن ۶۱۰ متر است. این فرودگاه در شهر نرت پلینس، اورگن کشور ایالات متحده آمریکا قرار دارد و در ارتفاع ۶۴ متری از سطح دریا واقع شده است.